# عبد الغني آل جميل
عبد الغني آل جميل، وهو عبد الغني بن عبد الرزاق بن محمد جميل بن عبد الجليل بن الشيخ القاضي جميل أفندي آل جميل، والشيخ عبد الغني مفتي العراق وبلاد الشام، ومن علمائها المعروفين حيث تقلد مناصب دينية وسياسية وكان لهُ الوجاهة والزعامة في الأوساط العراقية، ولد في بغداد في 20 ذو القعدة 1194هـ/16 نوفمبر 1780م، وأصل نسبه من بلاد الشام ثم سكنت عائلته منطقة حديثة في العراق، وبعدها سكنت في بغداد، وكان عالماً متضلعاً وشاعراً وكاتباً وفقيهاً ومحدثاً.

## ثورة المفتي على الوالي العثماني
كان للمفتي عبد الغني آل جميل دور بارز في تاريخ العراق حيث استقدمه الوالي العثماني دَاوُدَ باشا من بلاد الشام، وولاه منصب الإفتاء، ولكنه بعد عزل داود باشا وحل محله الوالي الجديد علي رضا لم يرضى عن سلوك الوالي الجديد وطغيانه وظلمه لأهالي بغداد، فثار المفتي عبد الغني ضد الوالي علي رضا في بغداد عام 1832م، واجتمع حولهُ أهالي بغداد بثورة عارمة ومن الأسباب الأساسية لهذهِ الثورة هي مطالبة المفتي لرجال الحكومة بالكف عن الأعمال الوحشية والإساءة للناس ولكن الولاة لم يستجيبوا لندائه، وسميت ثورته بحركة المفتي عبد الغني آل جميل وكانت أول حركة ثورية ضد الظلم والفساد في تلك الفترة ضد الحكم العثماني، ومهدت ثورته لقيام الثورات من بعدهِ كثورة العشرين فيما بعد.
وأن السبب المباشر في إعلانهِ الحركة هو أن إحدى نساء المماليك وهي أرملة رضوان آغا وكانت سيدة من أسرة نقيب مندلي قد التجأت إلى المفتي عبد الغني تحتمي عنده من مطاردة رجال الوالي علي رضا البكتاشي، وأودعت لديهِ طفلها البالغ من العمر ستة سنوات، غير أن هؤلاء لم يحترموا حماية المفتي لها، وكانت هذه الحادثة من جملة أسباب عميقة وراء هذه الحركة منها أحساس الناس بالتعسف والجور الذي كان يمارسه رجال الوالي علي رضا، وبدأت هذه الحركة في 27 ذو الحجة 1247 هـ / 29 حزيران 1832م، في حي الشيخ عبد القادر الجيلاني والذي كان هذا الحي من أكثر الأحياء تحسساً، وانضم الناس إلى جانب المفتي الذي ترأس بشخصهِ مئات الرجال المدججين بالسلاح، وكان نزول المفتي إلى الشارع يعد أولى خطوات المقاومة المنظمة لأهل بغداد ضد حكم العثمانيين، وكان المفتي يتولى منصب الإفتاء للمذهب الحنفي عندما قاد هذه الحركة، وأراد أهالي بغداد أن يغيروا بأيديهم من الولاة العثمانيين، وان يكون لهم رأي في الوالي الذي يتولى أمرهم. وهذه الحركة السياسية لها أثرها الكبير في المستقبل، حيث أعطت درساً بالغاً للولاة فيما بعد في حكم العراق، فنهب أعوان الوالي علي رضا داره أثناء الثورة وأحرقوا مكتبته، وبعد أن هدأت الثورة عاد المفتي إلى بغداد، وحاول الوالي استرضائه فلم تغره كل عروضه وظل على موقفه، وكانت قصائده مددًا للثورات فيما بعد.

## مجلس آل جميل
ومن أسرته الكثير من العلماء والفضلاء، وكان لهُ مجلساً للوعظ والإرشاد في (مسجد آل جميل) في محلة قنبر علي في بغداد. وأقام مجلسهِ من بعدهِ أولاده وأحفاده وظلَّ مجلس آل جميل علماً من أعلام بغداد ومشهداً من مشاهدها الدينية والثقافية وحضره وداوم على دروسهِ الكثير من علماء بغداد ومنهم الشيخ محمود شكري الآلوسي.

## مؤلفاته
وكان المفتي عبد الغني قد أخذ الإجازة العلمية من المفتي الشيخ مصطفى العلقبند الثاني نائب الشرع ببغداد. وللمفتي مؤلفات عدة مخطوطة وكان يجيد الخط وأخذ إجازة الخط من الخطاط سفيان الوهبي، ومن آثارهِ الخطية بعض المخطوطات المحفوظة في مكتبة الشيخ كمال الدين الطائي.

## من أولاده

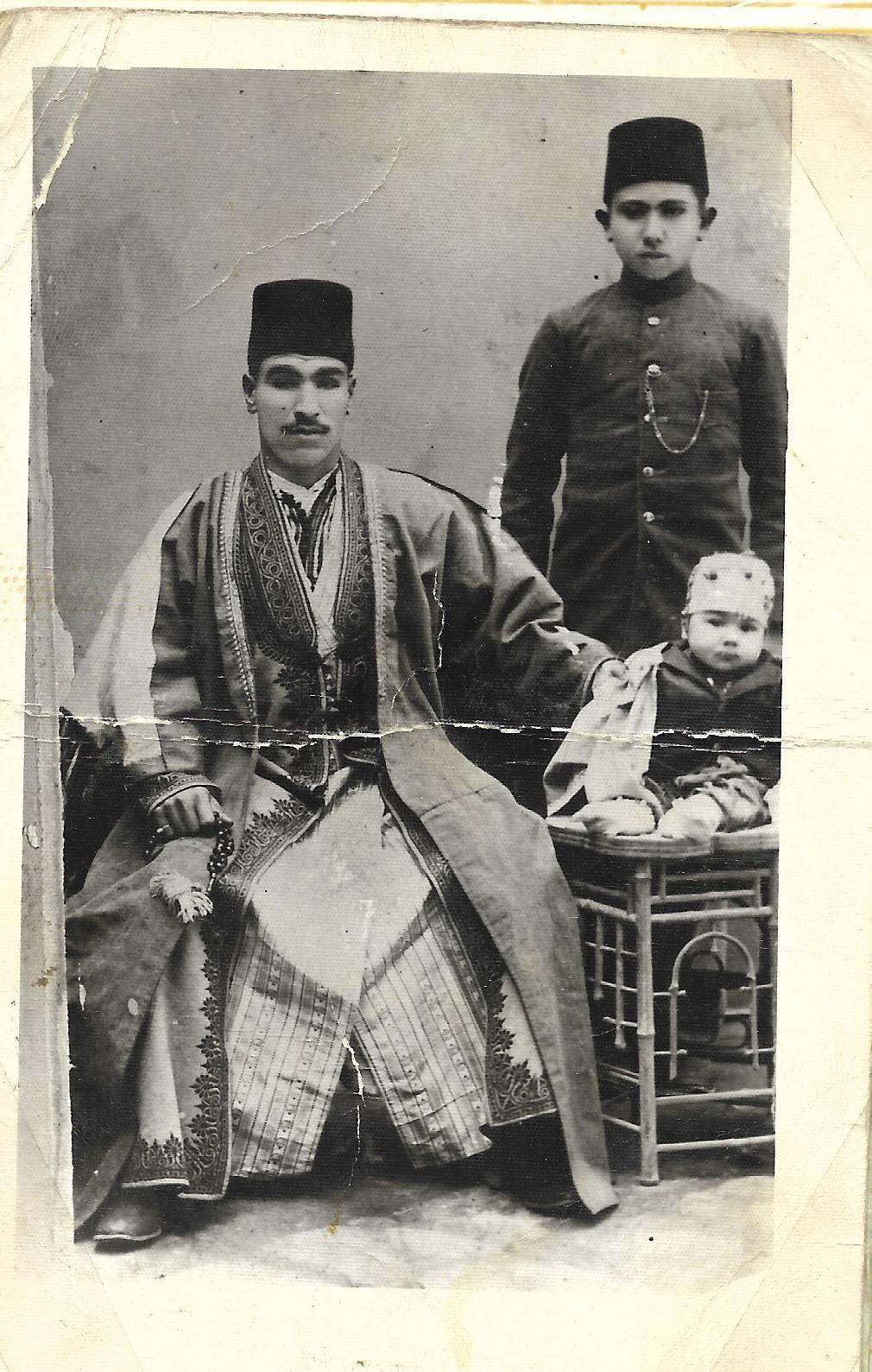
من عائلتهِ الوجيه البغدادي نعمان آل جميل (1885-1942)

- محمد بن عبد الغني آل جميل، توفي عام 1900م.
- محمود بن عبد الغني آل جميل، توفي عام 1903م.
- مصطفى وفي بن عبد الغني آل جميل، توفي عام 1906م.

## من قصائده
وكان المفتي عبد الغني شاعراً وأديباً وقد كتب الشاعر عبد الغفار الأخرس الكثير من قصائدهِ الشعرية وحفظ الكثير من خماسياتهِ، ومجموعاتهِ الأدبية واللغوية التي رد فيها على جور الحكام وظلم الولاة للرعية، وتمثل قصائده روح العروبة وشجاعة صاحبها في وقوفه ضد طغيان الحاكم، وفيها ظلال لشعراء قدامى تجلّت في مطولته التي يعاتب فيها الزمن، ومن هؤلاء الشعراء: الأبيوردي العراقي، ويزيد بن الطثرية (وهو من شعراء القبائل العربية في الحجاز في عهد الدولة الأموية).
ونقتطف من قصائدهِ هذه الأبيات:
وقال أيضا :
وقال أيضا :
ولهُ ديوان شعر صغير جمعه الشاعر عبد الغفار الأخرس. ويضم شعره، وما قالهُ الأخرس فيه ولقد حققهُ الأستاذ الباحث عباس العزاوي سنة 1949م.

## وفاته

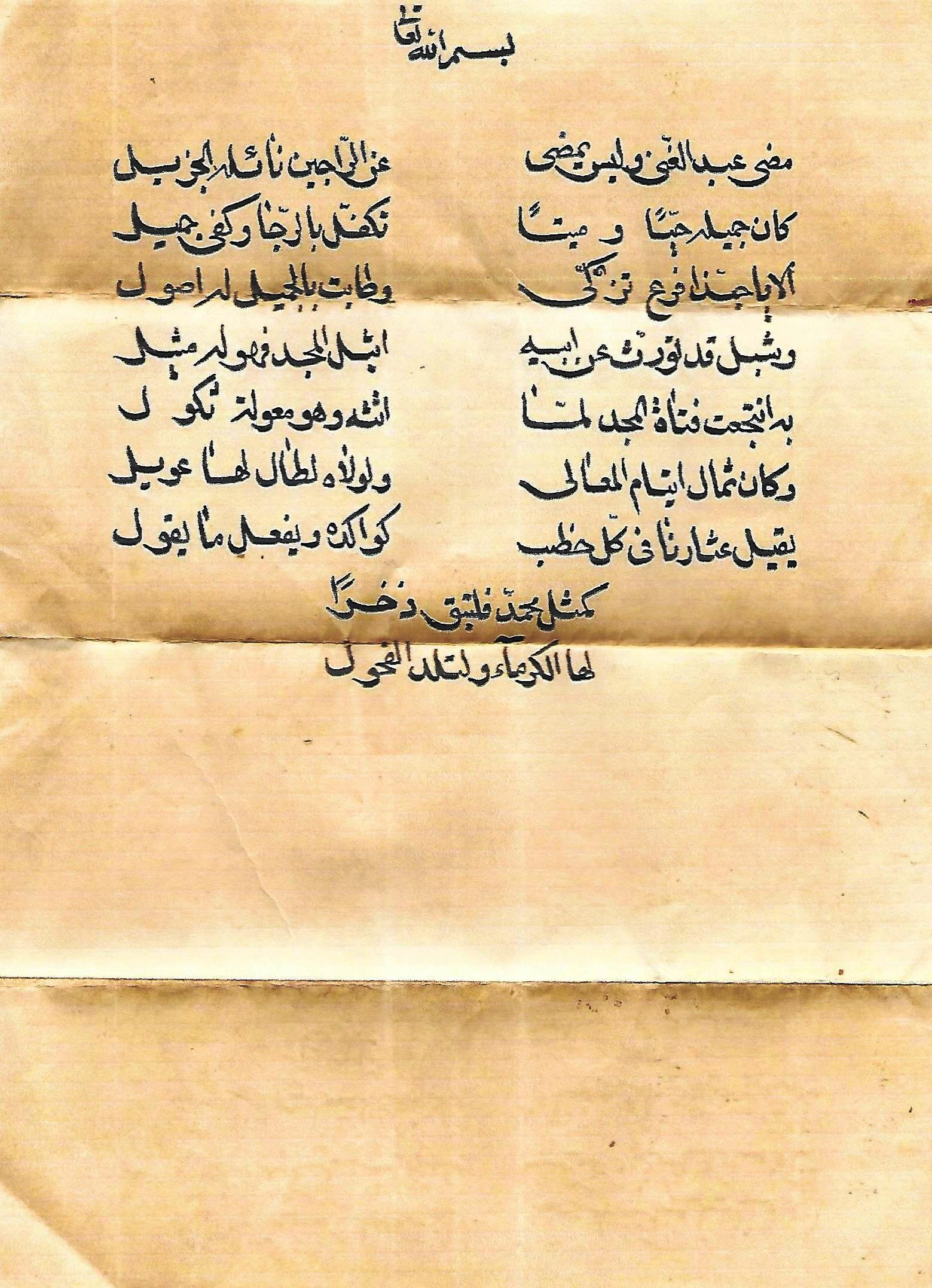
رثاء كتب في يوم وفاته ببغداد عام 1863

توفي المفتي عبد الغني آل جميل في 9 ذو الحجة 1279هـ/ 26 مايو 1863م، ببغداد، ودفن رفاته في مسجد آل جميل في محلة قنبر علي في حجرة مخصصة كمقبرة للعائلة تقع عن يسار الداخل إلى المسجد.